# 葛尾城の戦い
葛尾城の戦い（かつらおじょうのたたかい）は、天文22年（1553年）に、信濃国にあった葛尾城（現・長野県埴科郡坂城町内）で起きた、武田晴信と村上義清による合戦である。

## 概要
天文19年（1550年）10月、村上義清の支城砥石城を包囲していた武田晴信は村上義清自らの後詰めに背後を突かれ大敗（砥石崩れ）。だが翌天文20年5月には、真田幸隆の調略によって砥石城を攻略した。天文22年（1553年）4月には義清の居城葛尾城を包囲するまでに至った。義清に属していた国人達は、不利を悟り晴信方に下っていた。4月9日には葛尾城も落城したが、22日に義清が奪還。だが7月末に再び武田方に攻められ、8月に信濃から越後国の守護代長尾景虎のもとに落ち延びていた。義清は景虎に晴信を攻撃するよう要請し、景虎は信濃国の川中島に出陣した（川中島の戦い#第一次合戦）。